# Inzinkingsmerk

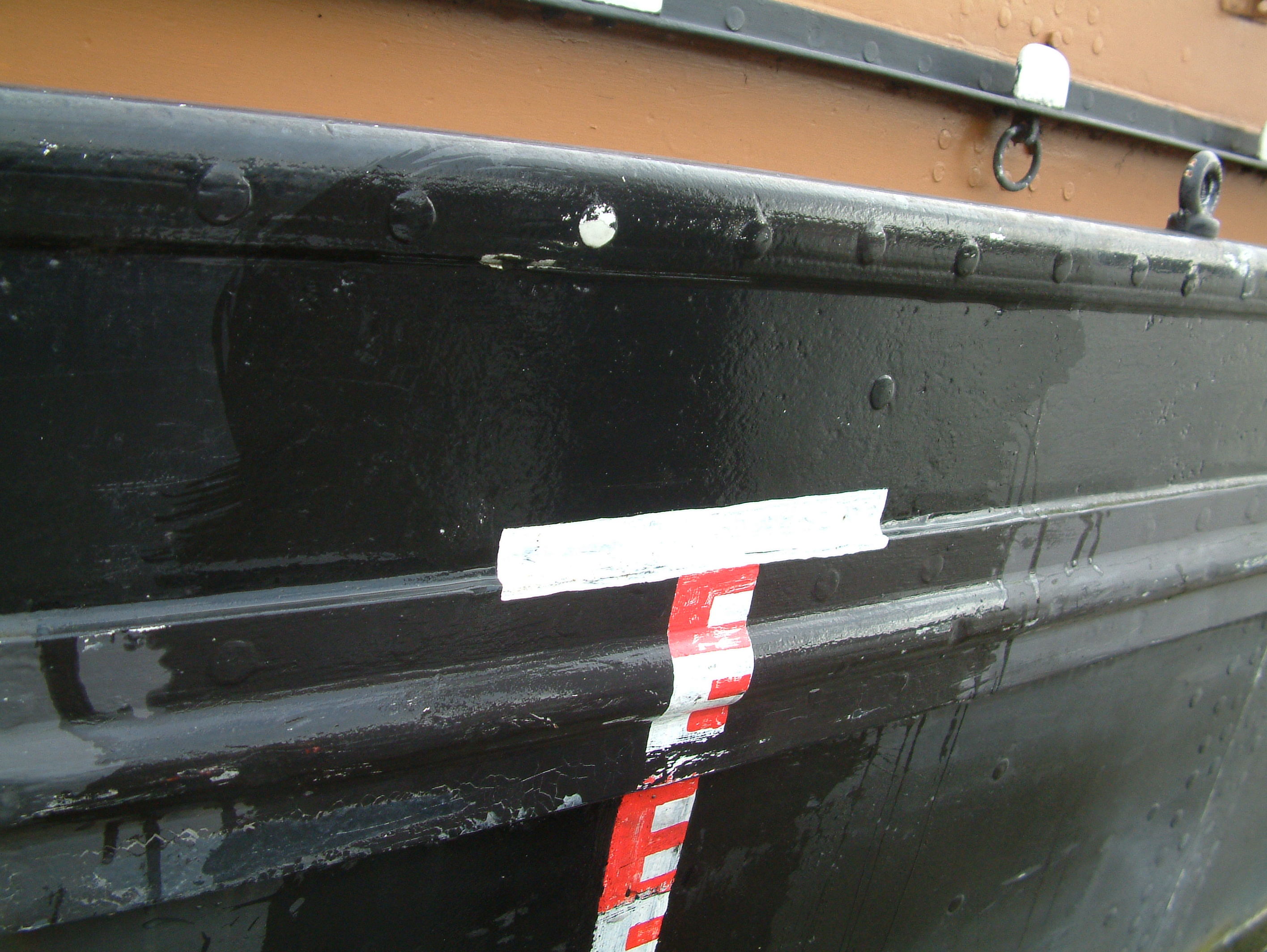
Inzinkingsmerk van een binnenschip

Het inzinkingsmerk geeft bij een binnenvaartschip het vlak aan van de grootste toegelaten inzinking. Het is vergelijkbaar met het uitwateringsmerk van een zeeschip. In afwijking van het uitwateringsmerk bestaat het inzinkingsmerk uit één horizontale streep, omdat van het binnenwater wordt aangenomen dat het altijd hetzelfde soortelijk gewicht heeft. Het inzinkingsmerk wordt in het Metingsbesluit binnenvaartuigen 1978  ijkmerk of ijkplaat genoemd. Een binnenschip is geheel geladen als het aan de ijk ligt. Als het over z'n ijk gaat, is het te zwaar beladen.
Het is bij Nederlandse en Belgische wet verboden een binnenschip zo diep te laden, dat er gevaar voor vollopen en zinken ontstaat. Om dat van afstand te kunnen controleren moet het vlak van de grootste toegelaten inzinking door goed zichtbare en onuitwisbare inzinkingsmerken aangegeven worden. Daartoe wordt het schip gemeten en de resultaten van die metingen worden genoteerd in de meetbrief.
Het vlak van inzinking van het ledige vaartuig is het vlak overeenkomende met het wateroppervlak indien:
- het vaartuig geen brandstof of verplaatsbare ballast aan boord heeft doch slechts de uitrusting, de proviand en de bemanning die normaal aan boord zijn als het vaartuig vaart; alsmede het water, dat niet door gebruikelijke middelen uit het ruim kan worden verwijderd; de drinkwatervoorraad mag echter 0,5% van de grootste verplaatsing van het vaartuig niet aanzienlijk overschrijden;
- de werktuigen, ketels, pijpleidingen en installaties, nodig voor de voortstuwing of voor de noodzakelijke hulpwerktuigen, zomede voor verwarming of koeling, het water, de olie of de andere vloeistoffen bevatten waarvan zij in gewone omstandigheden worden voorzien om dienst te kunnen doen;
- het vaartuig zich in zoet water bevindt, dat wil zeggen in water met een soortelijk gewicht gelijk aan 1.

Het vlak van de grootste inzinking moet zo worden vastgesteld, dat aan de veiligheidsvoorschriften omtrent het kleinste vrijboord wordt voldaan.
Het ROSR heeft een eigen definitie:
- vlak van de grootste inzinking: het vlak door de waterlijn, overeenkomende met de grootst mogelijke inzinking waarbij het vaartuig mag varen;

Binnenschepen moeten ten minste zes inzinkingsmerken hebben, waarvan één paar ongeveer midscheeps en de twee andere op ongeveer 1/6 van de lengte achter de voorsteven, respectievelijk vóór de achtersteven moeten zijn aangebracht. Bij schepen waarvan de lengte  minder dan 40 m bedraagt, kan met twee paar merken worden volstaan, die op ¼ van de lengte  achter de voorsteven, respectievelijk vóór de achtersteven moeten zijn aangebracht; bij schepen die niet zijn bestemd voor het vervoer van goederen, kan met één paar merken worden volstaan, dat ongeveer midscheeps moet zijn aangebracht.
De inzinkingsmerken bestaan uit een rechthoek met horizontale zijden van 300 mm en verticale zijden van 40 mm, waarvan de basis samenvalt met het vlak van de toegelaten grootste inzinking. Andersoortige inzinkingsmerken dienen een dergelijke rechthoek te bevatten.
Op de foto is onder het inzinkingsmerk een diepgangsschaal te zien.